# Азијски слон
Азијски слон или индијски слон (лат. Elephas maximus) је једина врста у роду Elephas и једна од три савремене врсте слонова. Нешто је мањи од афричког рођака и има другачије животне навике. 

## Подврсте
Врста азијски слон обухвата следеће подврсте:
- — индијски слон
- — шриланчански слон
- — суматрански слон
- — борнејски слон, предложен али још увијек није признат као валидан[3]

## Станиште
У прошлости је ареал распрострањења азијских слонова био много већи него данас, али услед ширења људске популације ограничен је на неколико области јужне и југоисточне Азије. Азијски слон је распрострањен у Индији, на Шри Ланки, Непалу, Бутану, Индокинеској области и на Индонезијским острвима. Насељава тропске шуме и простране равнице с травом. Пошто имају велике потребе за биљном храном и водом, крећу се између различитих подручја са обилном вегетацијом и великим количинама воде. Крда азијских слонова су у сталном покрету, а те миграције се одвијају без правилности и зависе од услова средине и количине доступних ресурса.

## Морфологија
Азијски слон се по величини и спољашњем изгледу разликује од афричког слона. На првом мјесту је разлика у величини ушију, што је резултат нешто нижих температура и влажније климе која влада на станишту азијског слона, јер је првенствена улога великих слоновских ушију расхлађивање. Уши су широке око 75 cm, а дуге 60 cm. Висина азијског слона је нешто мања од афричког и износи око 3 m, док је дужина тијела око 6 m. Мужјаци су тешки између 3.500 kg и 4.500 kg, а могу достићи тежину и од 5.000 kg. Женке су нешто лакше и њихова тежина достиже највише 3.000 kg. Мужјак азијског слона достиже висину од 3 m, а женка око 2,4 m. Имају дебелу кожу која их донекле штити од наметника, а дебљина се креће између 2 cm и 2,5 cm.
Боја коже је тамно до свијетлосмеђа, а може бити и жућкаста. Данас постоји мало азијских слонова с кљовама. Пошто је изловљавањем доста ослабљен генетички фонд, већина азијских слонова данас нема кљове, јер су се у прошлости ловили мужјаци с кљовама те се тако искључили из репродукције. Неке женке такође имају кљове. Кљове су дугачке око 1,5 m, а тешке око 30 kg. Једна од морфолошких карактеристика слона је и дебели слој ткива на базама ногу, која ублажава последице огромне тежине на остатак тијела. Нос и горња усна спојени су у дугу сурлу која има око 150.000 мишића, а служи за чупање траве и грана, подизање предмета, дисање под водом и усисавање воде за пиће и прскање (расхлађивање). Сурла је уједно и најосјетљивија на додир. Азијски слонови имају једну ткивну ресицу на сурли, за разлику од афричког, који има двије. У устима се налазе четири велика зуба - кутњака. Имају храпаву површину, тешки су до 5 kg, а дугачки око 30 cm. Када се истроше испадају, а на њихово мјесто долазе зуби који су били иза. Тако слон промијени кутњаке 6 пута у животу. Слонови имају ситне очи па слабо виде, те се више ослањају на њух и додир.

## Начин живота
Азијски слонови живе у крдима. Крда броје између 10 и 30 јединки, и сачињавају их женке. Заједница је матријархат и предводи је најстарија женка. Кад она угине или јој се било шта деси, замјењује је друга најстарија женка. Крдо према томе чине баке, мајке, кћерке... Постоје и мушка крда, која се састоје само од мужјака који су напустили крдо у ком су рођени. То се дешава код свих мужјака и најчешће до шесте године живота. Млади мужјаци се одвајају и осамљују, али као што је претходно наведено, могу формирати и мања крда мужјака. Крда азијских слонова се крећу по пространим травнатим областима или по шумама у потрази за храном. Већином се крећу ноћу и нису посебно територијални. Азијски слонови имају мало природних непријатеља попут тигрова, али од њих су угрожени само младунци. Ако крдо нападне неки грабљивац, слонови се збијају у круг штитећи младунце који су у средини, док се најстарија женка окреће према опасности. У природи живе највише до 70 или у ријетким случајевима 80 година.

### Понашање
Азијски слонови (као и афрички) показују сложено социјално понашање. У крду су сви слонови везани једни за друге. Већином се држе заједно, али могу накратко и да се одвајају. Комуницирају додиром, покретима тијела и нарочито инфразвуком, који људи нису у стању да чују, јер има изузетно ниску фреквенцију. Кад један члан заједнице западне у неку невољу, остали га одлучно бране и штите. Угинуле чланове крда жале, а рођење младунаца „прослављају“. Азијски слонови су изузетно интелигентне животиње и у стању су да науче 23 команде.

## Исхрана
Слонови су искључиво биљоједи, а хране се травом, гранчицама дрвећа, плодовима воћа и лишћем. Могу појести од 75 kg до 150 kg хране на дан. У потрази за храном прелазе раздаљине и до 5000 km или чак 10.000 km. Одрасли слон може оборити и дрво да се домогне укусних плодова или лишћа. Ако се нађу у близини плантажа риже или банана, неће се двоумити да је опустоше, тако да фармери имају много проблема с њима. Слонови брзо и непотпуно варе храну, и поприлична количина хране остане дјелимично сварена. Због тога морају да једу стално да би подмирили потребе. У храњењу им прође око три четвртине дана. Азијски слонови једу више зелене траве од афричких.

## Размножавање
Полна зрелост мужјака наступа између 11. и 12. године живота, али у том периоду им старији мужјаци не дозволе да се паре са женкама. Паре се тек кад наврше 20 година, и тада им се увећавају жлијезде с обије стране главе које луче течност богату хормоном тестостероном. За вријеме парења мужјаци постају агресивнији и често се међусобно боре. Женке полно сазријевају у 9. години, а имају потребу за парењем сваких 16 до 17 седмица, чак и ако већ доје младунче. Трудноћа траје 20 до 22 мјесеца, или око 640 дана. То је уједно и најдужа трудноћа у природи. Након тога рађа се младунче, које је тешко између 100 kg и 120 kg, а висине око 1 m. Младунче сиса до 6. мјесеца, после чега већ може да једе чврсту храну.

## Значај

### Природа
Азијски слонови имају велики значај у природи јер мијењају изглед околине док се крећу и хране. Чупају траву и тако преврћу земљу и помажу израстању нових биљака. У свом кретању кроз шуме крче путеве и обарају дрвеће те тако олакшавају пролаз другим животињама и човјеку. Поред тога пробијају пут сунчевим зрацима у унутрашњост џунгле. Често доприносе и размножавању биљака јер преносе сјеме у свом измету.

### Људи
Азијски слонови су највеће животиње које је човјек успио да припитоми. Сматра се да су први азијски слонови припитомљени 2000 година п. н. е. у долини ријеке Инд. Од тада азијски слонови су коришћени у разне сврхе. Носили су људе кроз прашуму, извлачили балване дрвећа у шуми, служили за борбу у ратовима. Још 1100. п. н. е. у Азији су се користили за ратовање. Данас азијски слонови мање служе као радна снага, а више као „еколошко превозно средство“ кроз шуме, посебно за туристе. У Европу су их први донијели португалски краљеви у 16. вијеку из својих азијских колонија. Данас азијских слонова има свуда у свијету у зоолошким вртовима. Поред тога постоји, данас већ мали број, јединке које се користе у неким тачкама у циркусима.

## Угроженост
Азијски слон је био угрожен у прошлости због лова, када су истријебљени у многим крајевима Азије. Изловљавање азијских слонова допринијело је истребљивању мужјака с кљовама, тако да већина данашњих азијских слонова нема кљове. У прошлости је много младунчади хватано у природи и припитомљавано, да би касније служили у рату или за рад. Данас се све мање користе за рад, а лов је законом забрањен. Главне проблеме опстанка азијских слонова представља криволов и ширење људске популације. Људи потискују слонове са њихових природних станишта јер сијеку шуме и граде плантаже или насеља. Према неким процјенама данас има између 35 000 и 55 000 дивљих азијских слонова, док постоји око 15 000 припитомљених слонова.